# いもたき
いもたきは、愛媛県において、秋に月見を兼ねて、屋外で芋を炊き、それを肴に大勢で宴会すること。「いもだき」と「た」が濁る地域（新居浜市など）もある。
河川敷などで行われ、芋は里芋（大洲地方では夏芋と呼ぶ）がよく用いられる。他の具は、鶏肉をはじめ場所によってさまざまである。
大洲市が始まりとされる。大洲市のいもたきは、藩政時代に行われていた「お籠り」と呼ばれる親睦行事が起源とされている。今日ではいもたきは、愛媛県下で広く行われている。
秋の社日に、土地の神に新芋を供えて、その年の豊作を祈願する風習が由来とされ、この風習自体は西日本各地で行われていたものである。
秋の行事とされているが、最近は予約すれば料理店が材料・鍋・場所を準備しくれる。開催時期は8月中旬から9上旬からはじまり9月末から10月下旬に終了する。開催時間は17〜18時に始まり21時〜22時に終わる。